# Občina Žetale
Občina Žetale (slovinsky Občina Žetale, německy Schiltern) je jednou z 212 občin ve Slovinsku. Nachází se v Podrávském regionu na území historického Dolního Štýrska. Občinu tvoří 5 sídel, její rozloha je 38,0 km² a k 1. lednu 2017 zde žilo 1 300 obyvatel. Správním střediskem občiny je vesnice Žetale.

## Členění občiny
- Čermožiše
- Dobrina
- Kočice
- Nadole
- Žetale